# Episodi di Carabinieri (quarta stagione)
La quarta stagione della serie televisiva Carabinieri, formata da 24 episodi, è stata trasmessa in prima visione assoluta su Canale 5 dal 15 febbraio al 3 maggio 2005 per due episodi a settimana.
| nº | Titolo              | Prima TV Italia  |
| -- | ------------------- | ---------------- |
| 1  | Sotto shock         | 15 febbraio 2005 |
| 2  | Intrighi            | 15 febbraio 2005 |
| 3  | Caro papà           | 22 febbraio 2005 |
| 4  | Casa dolce casa     | 22 febbraio 2005 |
| 5  | Fifty fifty         | 1º marzo 2005    |
| 6  | Un'epidemia amorosa | 1º marzo 2005    |
| 7  | Matrimoni           | 8 marzo 2005     |
| 8  | Dieci decimi        | 8 marzo 2005     |
| 9  | Stile libero        | 15 marzo 2005    |
| 10 | Falso allarme       | 15 marzo 2005    |
| 11 | Toccare il fondo    | 22 marzo 2005    |
| 12 | Puro cachemire      | 22 marzo 2005    |
| 13 | Sogni d'oro         | 29 marzo 2005    |
| 14 | Annata di pregio    | 29 marzo 2005    |
| 15 | Corse               | 5 aprile 2005    |
| 16 | C'è vita su Marte?  | 5 aprile 2005    |
| 17 | Ricette facili      | 12 aprile 2005   |
| 18 | L'amante            | 12 aprile 2005   |
| 19 | Il professore       | 19 aprile 2005   |
| 20 | Piccoli gangsters   | 19 aprile 2005   |
| 21 | L'automobile gialla | 25 aprile 2005   |
| 22 | Fuga dal paradiso   | 25 aprile 2005   |
| 23 | Momenti difficili   | 3 maggio 2005    |
| 24 | Caccia al tesoro    | 3 maggio 2005    |

## Sotto shock
- Diretto da: Raffaele Mertes e Rossella Izzo
- Scritto da: Roberta Colombo, Mauro Marsili e Isabella Franconetti

### Trama
In caserma arriva un nuovo elemento. Si chiama Marco Tosi ed è stato trasferito direttamente da Ortisei per incompatibilità ambientale. Neanche il tempo delle presentazioni che scoppia già la prima emergenza: al Bed and Breakfast di Alessandra e Gemma una ragazza si rifiuta di pagare e di presentare i documenti di riconoscimento. Leo viene così mandato presso il casolare per cercare di scoprire più informazioni possibili. Nello stesso momento il signor Pascoli denuncia la scomparsa del proprio figlio. Strana coincidenza visto che la ragazza al B&B è Elena Pascoli, altra figlia dell'uomo: basta così tornare al casale per trovare entrambi i fratelli Pascoli. È particolare però il fatto che entrambi i figli dell'uomo abbiano deciso di scappare di casa: Leo viene così messo sulle tracce di Elena, per scoprire cosa nasconde. Altro problema tra un'indagine e l'altra: Luigi e Alessandra vogliono confessare ad Andrea la loro relazione, ma non sembra mai essere il momento adatto. Sfortunatamente lo verrà a sapere prima che possano raccontarglielo loro e la reazione non è delle migliori. La mattina dopo in posta viene fermata una busta contenente un proiettile e intestata a Tommaso Pascoli. Dopo una seconda scomparsa del figlio, l'uomo si decide a confessare: la sua ex moglie è stata arrestata anni prima per aver partecipato ad una banda armata ed essersi resa complice dell'omicidio di un carabiniere a Trento, e ora alcuni suoi complici non più in galera gli hanno chiesto di importare armi in nero con la copertura della sua impresa di import export, ma del bambino, questa volta nessuna traccia.
- Altri interpreti: Stefano Abbati, Roberto Bencivenga, Marco Bonetti, Myriam Catania, Cosima Coppola, Naima Perry, Laura Pestellini, Riccardo Rocchetti, Eva Russo

## Intrighi
- Diretto da: Raffaele Mertes e Rossella Izzo
- Scritto da: Daniele Falleri e Luigi Spagnol

### Trama
Marco si sta piano piano ambientando nella cittadina anche se quasi tutti sembrano non averlo preso di buon occhio, sia per il motivo del suo trasferimento (aver avuto una relazione con una sua collega) sia perché è entrato nell'arma per meriti sportivi, lo sci. Nel frattempo Giuseppina Colli, un'amica di Tina che qualche giorno prima era stata vittima di una caduta dal balcone della casa presso la quale faceva le pulizie, ora è rimasta folgorata da un elettro stimolatore manomesso. Unica traccia la lite con Fiamma Marzi di qualche giorno prima avvenuta per motivi di gelosia della stessa Marzi. Partono le indagini e si scopre che il davanzale della finestra della Marzi, dal quale Giuseppina è caduta, era completamente unto con un prodotto di cosmesi al mughetto che puntualmente viene ritrovato in casa sua. Le indagini sulla scomparsa del piccolo Pascoli hanno una svolta quando Elena si ricorda di aver visto giorni prima una macchina particolare davanti a casa sua, proprio il giorno in cui suo padre è stato picchiato. Dal pedinamento del proprietario si scopre che il ragazzo è tenuto in un casolare da una nuova cellula della banda armata che vorrebbe così punire l'uomo che ha deciso di non collaborare e nello stesso tempo fare colpo sulle alte sfere della banda stessa. Vista la loro disorganizzazione a questo punto è facile portarlo in salvo e arrestare non solo i colpevoli ma anche un vecchio complice della moglie di Pascoli latitante dall'epoca grazie ad un trabocchetto. Conclusa l'indagine però Andrea viene convocato d'urgenza alla sede centrale a Roma e ottiene una promozione verso un nuovo nucleo operativo dei ROS. Il caso di Giuseppina si conclude in fretta dopo aver sorpreso la mamma di Fiamma pagare notevoli somme di denaro alla donna: verrà così fermata e portata in caserma dove confesserà di aver pagato da anni quelle somme a Giuseppina al fine di mantenere il silenzio sulla reale maternità di Fiamma: la ragazza era stata infatti comprata al mercato nero quando era una neonata e, proprio per questo motivo, la madre aveva cercato di ammazzare la donna che la ricattava. Andrea, dopo aver chiarito tutte le sue questioni con Luigi e soprattutto con Alessandra decide di partire mentre la Sepi a notte fonda va a farsi un giro in macchina per pensare ancora all'offerta che ha rifiutato non certa dei propri sentimenti ed è proprio dopo la foratura di uno pneumatico che incontrerà nelle campagne intorno a Città della Pieve un uomo molto affascinante di cui ancora le è ignota la vera identità.
- Altri interpreti: Stefano Abbati, Paolo Bufalino, Elisabetta Carta, Myriam Catania, Cosima Coppola, Giampaolo Mai, Stefania Micheli, Riccardo Rocchetti, Eva Russo, Gionni Voltan, Marco Zangardi

## Caro papà
- Diretto da: Raffaele Mertes e Rossella Izzo
- Scritto da: Cecilia Calvi e Roberta Colombo

### Trama
La partenza di Ferri mette in grande agitazione la caserma: chi sarà il suo sostituto? Bordi avverte la Sepi che Angelo Pivi, il detenuto in libertà vigilata, non si reca in caserma per mettere la firma da ben due giorni. È letteralmente sparito. Interrogano la sorella Carmela, maestra elementare, con cui l'uomo vive, i Carabinieri vengono a sapere che Angelo è stato condannato per pedofilia. Poche ore dopo, il suo furgone viene ritrovato in fondo ad una scarpata: Pivi è morto. Sul luogo dell'incidente è stata rinvenuta la sua bomboletta spray per gli attacchi d'asma, vuota. Qui la Sepi conosce, ma ancora non lo sa, il nuovo GIP, Carlo Cesari: si tratta dello sconosciuto che il maresciallo ha baciato appassionatamente la sera prima. L'autopsia conferma che Pivi è morto per una crisi asmatica. In un'intervista rilasciata alla stampa, Carmela afferma invece che il fratello è stato ucciso. Il vero colpevole è proprio la persona che lo arrestò qualche anno prima: Lorenzo Sepi, il padre di Andrea. La Sepi conosce ufficialmente il magistrato che sembra aver dimenticato il loro incontro notturno. L'uomo consiglia spassionatamente ad Andrea di non occuparsi del caso: è troppo coinvolta emotivamente per gestirlo con obiettività. A causa dell'accusa di Carmela, Lorenzo Sepi viene temporaneamente sospeso dal servizio. Tra padre e figlia si alza un vero e proprio muro di silenzio. Andrea vorrebbe aiutarlo con tutte le sue forze, ma l'uomo non riesce ad aprirsi in alcun modo. I Carabinieri ripercorrono la vita di Angelo. Ascoltano il professor Taglia, primario della clinica dove Angelo lavorava come infermiere. Risolutore è l'intervento di Pippo, che afferma di aver visto Pivi parlare con un conoscente, del quale fornisce l'identikit. Si tratta di Massimo Castelli: sua figlia Arianna era una paziente della clinica all'epoca del processo. L'uomo non aveva sporto denuncia per le molestie subite dalla ragazzina. Quando viene rintracciato dai Carabinieri, lui confessa di aver ucciso Pivi per vendicare la figlia. Nel frattempo, arriva in caserma la signora Piccarda che denuncia un atto di vandalismo contro le vetrine dell'agenzia immobiliare che si trova nello stabile di cui è portiera.
- Altri interpreti: Max Amato, Angelo Borgna, Myriam Catania, Roby Ceccacci, Rosaria D'Urso, Daniele Falleri, Laura Fo, Giorgio Giacomin, Anna Oddone Vagni, Naima Perry, Laura Pestellini, Bruno Santini, Raffaello Zanieri

## Casa dolce casa
- Diretto da: Raffaele Mertes e Rossella Izzo
- Scritto da: Cecilia Calvi

### Trama
Quando il caso Pivi viene definitivamente archiviato, Lorenzo Sepi lascia Città della Pieve. I carabinieri indagano sulla vetrina infranta dell'agenzia immobiliare di Febo Farini. Tra gli altri, viene ascoltato anche il signor Giacinto, l'inquilino del primo piano, che afferma di non aver visto niente. Interrogato da Mura e Romanò, Farini nega recisamente di avere nemici, anche perché si è trasferito da poco nel paese. A tale riguardo, gli inquirenti scoprono che l'uomo, incensurato, cambia spesso città. Continuano intanto le indagini. La portiera del palazzo afferma che da qualche tempo un uomo corpulento si aggira nei pressi dello stabile. Ma ecco che Febo Farini subisce un altro incidente: l'incendio della sua auto. In caserma sono tutti in attesa del nuovo capo, mentre il Gip Cesari continua a stare loro con il fiato sul collo. Tuttavia è proprio quest'ultimo a congratularsi per primo con la Sepi, quando lei viene nominata comandante della caserma. Il caso di Farini è ancora ingarbugliato. Egli viene visto mentre consegna dei soldi a Giorgio Storti. I Carabinieri lo fermano, in quanto pregiudicato. Tuttavia la fidanzata dell'uomo, un'assistente sociale che ha conosciuto Giorgio in carcere, rivela il motivo di quel pagamento: Farini li aveva truffati, aveva preso i soldi della caparra per un appartamento ed era sparito. Bordi avverte la Sepi che a Città della Pieve stanno per essere assegnati degli appartamenti comunali. Fingendosi marito e moglie, Sonia e Testa si recano da Farini. Il GIP Cesari, venuto a sapere della copertura, ribadisce di essere contrario a questo genere di iniziative. Farini si fa vivo molto presto e offre ai finti coniugi uno degli appartamenti del Comune. Durante la visita della casa, Farini dice loro che sarebbe opportuno incoraggiare con 10.000 euro i funzionari del Comune che gestiscono l'assegnazione degli appartamenti. I carabinieri vanno al Comune per verificare se effettivamente ci sono connivenze. Marco scopre che un'impiegata, Luisa, è stata corteggiata da Farini che le ha sottratto le chiavi dell'appartamento. Quando escono le graduatorie del Comune, ovviamente Sonia e Testa non sono tra gli assegnatari. Scatta la caccia a Farini per arrestarlo, tuttavia i carabinieri non riescono a trovarlo. Grazie ad una brillante intuizione di Testa, i Carabinieri fanno incursione nella casa del vicino dell'agente immobiliare, Giacinto, dove trovano Farini legato in cantina. È stato Giacinto ad infrangere la vetrina e ad incendiare la macchina del truffatore, reo di avere investito il suo cane, che non si era nemmeno preso la briga di soccorrere. Ora Giacinto dovrà rispondere di diversi reati, a meno che non si dimostri la sua infermità mentale. Intanto la Sepi decide di accettare il prestigioso incarico di comandante della caserma di Città della Pieve, mentre Testa è nominato, su sua proposta, vice comandante. Prosperi, invece, nota stranezze in Leo, e non sa come rispondere alle domande sempre più pressanti di Jessica che non riesce a vedere l'innamorato come vorrebbe. In piena crisi sentimentale, Leo esce a cena con Prosperi, Marco e Sonia. I carabinieri sulla strada si imbattono in un ragazzo ferito in seguito ad un incidente automobilistico: un testimone oculare, il dottor Carlini, ha visto tutto. Quella sera stessa, Leo confida a Prosperi che si sta vedendo con Elena.
- Altri interpreti: Luca Calvani, Roby Ceccacci, Rosaria D'Urso, Francesco Foti, Gabriella Franchini, Fabrizio Mainini, Michele Maisano, Manuela Morabito, Renato Raimo, Tatiana Winteler

## Fifty fifty
- Diretto da: Raffaele Mertes e Rossella Izzo
- Scritto da: Carlo Mazzotta e Miranda Pisione

### Trama
Il ferito soccorso dai carabinieri è uno studente, Vittorio Costantini, il pirata della strada è fuggito, ma il veterinario Carlini, testimone oculare, fornisce preziose informazioni sulle dinamiche dello scontro. Nel frattempo, Marco va a trovare Vittorio in ospedale. Il ragazzo è ancora sotto shock: potrebbe restare completamente paralizzato. Al suo fianco, c'è la fidanzata Annalisa che viene rincuorata da Marco. Anche lui ha subito un brutto incidente, ma ora è di nuovo in piedi. Intanto il testimone Carlini rivela alla Sepi che anche il pirata della strada potrebbe essersi ferito. Marco insiste per occuparsi dei controlli al Pronto Soccorso, invece il comandante lo spedisce dai carrozzieri. Quindi la Sepi esorta Marco a prendere le distanze dal lavoro. Dopo un momento di stallo, si sbloccano le ricerche dell'auto pirata che appartiene a Federica Lodili. Quando viene interrogata, quest'ultima afferma che nella sera dell'incidente l'auto era stata usata dal marito Luigi. La sua macchina, che ha riportato danni evidenti, viene immediatamente sequestrata. Il Lodoni però dà la sua versione dei fatti, affermando che l'auto con cui ebbe l'incidente aveva i fari spenti: non avrebbe potuto evitare lo scontro in alcun modo. Prosperi intanto continua a coprire Leo con Jessica ma esorta l'amico a prendere una decisione. Quando Vittorio esce dal coma, Marco va a trovarlo. Annalisa gli confida la sua preoccupazione: non hanno soldi sufficienti per pagare le cure mediche. Marco vorrebbe aiutarlo e, grazie a Prosperi, si rivolge all'assicuratore Attilio Renzi che aveva già collaborato con la caserma. Quando l'assicuratore legge il nome di Vittorio Costantini, l'assicuratore rimane sorpreso: il ragazzo ha già avuto un incidente con un loro assicurato ed è in attesa di 10 000 euro. Gli inquirenti si recano dal dottor Cimini, quello che ha stilato il referto: è il padre di Annalisa. Messa alle strette, quest'ultima confessa di avere da poco saputo che Vittorio si era impossessato della carta intestata del padre. Costantini però non può avere fatto tutto da solo. I carabinieri fanno ricerche in altre assicurazioni e scoprono che il nome di Vittorio appare in almeno altri cinque casi di richiesta di risarcimento danni. In questo modo risalgono al nome di Glauco Terrani, un amico di Vittorio da lui reclutato e che aveva guidato il veicolo in uno degli incidenti. Negli altri casi invece i guidatori erano neopatentati che avevano frequentato l'autoscuola Santamaria, dove Marco riesce ad infiltrarsi, finendo per scoprire il losco traffico. Finalmente Vittorio confessa le sue responsabilità nella truffa e questo forse alleggerirà un po' la sua posizione. Nel frattempo, Leo sembra aver preso finalmente una decisione: dopo avere frequentato Elena per qualche tempo, confessa all'amico Prosperi di volerla lasciare.
- Altri interpreti: Daniela Barra, Alberto Bertolini, Luca Calvani, Myriam Catania, Andrea Cavallotti, Gianni Colini Baldeschi, Marco Conte, Memo Dini, Roberta Fregonese, Rita Mazzasette, Sara Pamploni, Mario Perrotta, Sergio Petrella, Maria Serrao, Brunero Terrosi

## Un'epidemia amorosa
- Diretto da: Raffaele Mertes e Rossella Izzo
- Scritto da: Giulia Calenda e Roberta Colombo

### Trama
In caserma arriva Carmine Sesti, proprietario di un magazzino di prodotti agricoli e di casalinghi all'ingrosso, che denuncia la scomparsa di un camion carico di merce. I carabinieri parlano con l'autotrasportatore Osvaldo, disperato per la perdita del camion, suo unico bene. Tosi e Sonia si recano al mega store di Sesti, dove rivedono i coniugi Iseppi che le due avevano incontrato alle terme: lui è addetto alle spedizioni, lei sta alla cassa. Seti rimprovera Iseppi perché non utilizza i guanti da lavoro. Poche ore dopo, il camion con la merce rubata viene ritrovato intatto: apparentemente non manca nulla. Controllando bene la merce, Sesti si accorge dell'assenza di una partita di diserbante altamente tossico, il Paraquiat: se assunto, esso provoca la broncopolmonite interstiziale. Sesti afferma di aver taciuto fino a quel momento poiché quel trasporto era da farsi a parte con le adeguate cautele. Le ragioni del furto rimangono tuttavia difficili da spiegare: per acquistare il Paraquiat, un prodotto assai economico, occorre soltanto il patentino di agricoltore. Intanto, si apprende da Tina che il signor Iseppi, suo vicino di casa, soffre da tempo di una tosse fastidiosa. Testa e Sonia vanno a casa degli Iseppi. La signora afferma di lavare a parte la tuta e i guanti del marito per via del suo lavoro. Durante quella visita, il nipote della coppia, Paolo, che vive con loro, ha un atteggiamento che desta sospetto. Poco dopo Saverio viene ricoverato in ospedale, dove i medici accertano la sua intossicazione da Paraquiat. I carabinieri pensano che l'avvelenatrice sia la moglie, che viene subito portata in caserma, ma ella nega decisamente qualsiasi responsabilità. Cesari dà quindi l'autorizzazione alla perquisizione. Alla luce di ulteriori ricerche fatte sul conto degli Iseppi, Testa viene a sapere che lo zio rendeva la vita impossibile a moglie e nipote. Quando Paolo viene fermato dagli inquirenti, egli confessa di aver tentato di avvelenare lo zio perché non sopportava la sua violenza. Intanto in caserma arriva la notizia di un'aggressione. Prosperi e Sonia si precipitano al pronto soccorso, dove c'è Ivona Malnova, una bella rumena, che afferma di essere stata scippata. La sua dichiarazione non convince affatto, soprattutto dopo che la squadra della Sepi fa la conoscenza del marito di Ivona, Roberto Fantini, sposato tramite un'agenzia, e del fratello Nico. Nel frattempo, su consiglio dell'amico Prosperi, Leo si decide a parlare con Elena per lasciarla. Prima che riesca a trovare le parole giuste, Elena gli rivela di aspettare un figlio da lui.
- Altri interpreti: Antonio Angrisano, Alessandro Averone, Elena Burika, Myriam Catania, Claudio Cipriani, Memo Dini, Attilio Fabiano, Adriano Giammanco, Marilù Prati, Natale Russo, Franco Sciacca, Maria Serrao

## Matrimoni
- Diretto da: Raffaele Mertes e Rossella Izzo
- Scritto da: Miranda Pisione e Barbara Rossi Prudente

### Trama
Il caso di Ivona Malnova coinvolge l'intera caserma, ma in particolare Sonia. La ragazza è convinta che la donna non abbia detto tutta la verità sull'aggressione subita. La Martini compie allora ulteriori ricerche e scopre che il marito di Ivona, Roberto Fantini, è il titolare della più grossa azienda umbra di esportazione di tartufi. Testa, la Sepi e Sonia si recano quindi dall'imprenditore, il quale confessa di voler molto bene alla moglie, nonostante le modalità poco canoniche del loro matrimonio che è solo ed esclusivamente di facciata. Non avendo mai avuto molto tempo per cercarsi una compagna, lui ha infatti chiesto al fratello Nico e al signor Bentivoglio, titolare dell'agenzia La Coppia Perfetta. Durante la visita, i Carabinieri incontrano anche Nico: tra questi e Ivona sembra esserci una sospetta e palpabile tensione. Inoltre Sonia nota un flacone di sonniferi nella spazzatura. Successivamente Testa scopre un'inquietante verità: Ivona in realtà è Nadia Pop, prostituta già espulsa dall'Italia. Subito dopo la ragazza scompare. Messi alle strette, i Fantini confessano: Nadia è in realtà l'amante di Nico. Roberto l'aveva sposata per fare un favore al fratello. La donna era tornata in Italia grazie ad una misteriosa organizzazione che fornisce documenti falsi, allo scopo di combinare matrimoni tra donne straniere e uomini italiani. I membri dell'organizzazione ricattavano le ragazze, minacciando di svelare ai mariti la loro identità. I Carabinieri interrogano anche Romina, un'amica di Nadia, la quale dà loro la stessa versione della storia: tutto sembra ruotare intorno a La Coppia Perfetta. Fingendosi clienti, la Sepi e Testa cercano di saperne qualcosa di più e accettano di incontrare due possibili partner. La ragazza toccata a Testa si chiama Giorgia. Anche lei ha subito la stessa sorte di Nadia e di Romina. Intanto l'intuito di Romanò porta un grosso contributo alla risoluzione del caso: quando vede Cinzia, la segretaria dell'agenzia, gli pare di riconoscerla. Romanò mostra quindi la foto a Gemma che individua nella donna un'ex prostituta. Tutto ciò accade mentre i carabinieri sorvegliano Nico: questi viene sorpreso mentre paga un riscatto, dopo di che i Carabinieri trovano il casale dove Cinzia teneva prigioniera Nadia con la collaborazione di alcuni complici. La ragazza viene liberata.
- Altri interpreti: Francesco Acquaroli, Tullia Alborghetti, Elena Burika, Myriam Catania, Claudio Cipriani, Eleonora Cosner, Lyudmyla Derkach, Attilio Fabiano, Cristina Fondi, Pietro Fornaciari, Massimiliano Franciosa, Alfonso Liguori, Alina Nedelea, Marilù Prati, Marina Ruffo, Matteo Tosi, Riccardo Zuffellato

## Dieci decimi
- Diretto da: Raffaele Mertes e Rossella Izzo
- Scritto da: Roberta Colombo, Isabella Franconetti e Mauro Marsili

### Trama
Per chiarire le cose, il Gip Cesari invita a cena Sepi. L'atmosfera romantica del locale crea ad Andrea un grande imbarazzo che aumenta ulteriormente quando sopraggiungono Mura e la moglie, giunti lì per festeggiare il loro anniversario di nozze. Il mattino seguente, Mura non riesce a stare zitto e racconta a tutti dell'incontro segreto. Il giorno successivo, la vetrina del negozio dell'ottico Stocchi viene mandata in frantumi. Accorsi sul luogo, i carabinieri avvertono una strana tensione tra Giorgio Stocchi, il proprietario del negozio, e la moglie Giulia. Pippo racconta di aver visto due ragazzi su un motorino rosso aggirarsi nei pressi del negozio. Purtroppo indossavano il casco integrale e non li ha potuti riconoscere. Stocchi non vorrebbe nemmeno sporgere denuncia poiché potrebbe trattarsi di un semplice atto vandalico, ma i carabinieri la pensano diversamente. Nel frattempo, durante una visita di controllo dagli Stocchi, Bordi conosce la figlia della coppia, Anna. Ben presto, Testa intuisce che l'effrazione della vetrina è stata provocata all'interno del negozio. I coniugi confessano che in effetti la vetrina è andata distrutta durante il loro litigio. Dopo tale confessione, Prosperi e Gabriele tengono d'occhio il negozio, perché la versione degli Stocchi non li ha affatto convinti. Intanto, in caserma, la signora Valeri denuncia il marito, il quale ha fatto operare senza il suo consenso la figlia Elisabetta, un intervento con il laser per curare la miopia. La ragazza risulta essere una cliente dell'ottico di Città della Pieve. Tosi viene a sapere che Anna Stocchi è l'assistente del professor Caffari, il quale ha operato Valeri. Ma il chirurgo esercita soltanto di lunedì, mentre Elisabetta è stata operata di mercoledì. Forse è stata proprio Anna ad eseguire l'intervento, sebbene lei non abbia ancora ottenuto la specializzazione. Sepi vuole vederci chiaro e decide, sfidando per l'ennesima volta il volere di Cesari, di agire sotto copertura. In tal modo, la donna scopre che Anna, in combutta con la madre, truffava i pazienti, operandoli all'insaputa del professor Caffari. Stocchi era contrario al raggiro e proprio per questo aveva litigato con la moglie. Frattanto, Leo annuncia che sposerà Elena, mentre Alessandra acquista un test di gravidanza.
- Altri interpreti: Francesco Acquaroli, Tullia Alborghetti, Manuela Antonelli, Alessandro Bertolucci, Lavinia Biagi, Dante Biagioni, Myriam Catania, Margherita Cornali, Eleonora Cosner, Delia Degl'Innocenti, Alessandro Gelli, Paola Giannetti, Andrea Lucchi, Lorenzo Renzi, Beatrice Ripoli, Lucia Scalera, Raffaello Zanieri, Riccardo Zuffellato

## Stile libero
- Diretto da: Raffaele Mertes e Rossella Izzo
- Scritto da: Daniele Falleri, Luigi Spagnol e Giordano Raggi

### Trama
Alla farmacia Fascetti qualcuno è entrato mettendo il locale sottosopra. Il farmacista Francesco e sua moglie Rossella non intendono sporgere denuncia, affermando che non è stato sottratto alcunché. La Sepi dispone di tenere il negozio sotto controllo. Nel frattempo, Testa e Prosperi notano Jessica rientrare all'alba, in compagnia di due tipi poco raccomandabili, Mauro e Pietro. Frattanto, in piscina la Sepi e Sonia soccorrono Rita, una nuotatrice che ha avuto un improvviso malore. Accanto a lei c'è una fiala di “Flebron”, ma la ragazza nega che sia sua. Le due carabiniere assistono anche a un battibecco tra Rita e il suo fidanzato, Paolo. Nell'accesa discussione interviene il padre di Rita, Vincenzo Meloni, che rimprovera la ragazza perché non si sta allenando abbastanza. Come sempre scrupolosa, la Sepi manda la fiala in laboratorio: si scopre che è un potente anabolizzante. Tale scoperta potrebbe essere collegata al tentativo di furto avvenuto in farmacia. La Sepi chiede a Cesari l'autorizzazione per perquisire la piscina, ma nel contempo decide che lei e Sonia continueranno a frequentarla in incognito. Nel frattempo, arriva in caserma la madre di Leo dalla Sicilia, mettendo tutti in agitazione per via dei preparativi per il matrimonio del figlio. Per liberarsi dal suo assillo, Elena suggerisce di spostare la cerimonia in Sicilia. In questi giorni Alessandra, che ancora non ha fatto il test di gravidanza, evita volutamente Testa. Luigi ha saputo dal farmacista del test e finalmente riesce a parlare con Alessandra che gli promette di tenerlo al corrente di tutto. Durante la perquisizione della piscina, viene ritrovata un'altra fiala: secondo Cesari, tale scoperta non è una prova sufficiente per aprire un'inchiesta, poiché il caso riguarda la medicina sportiva. L'allenatore di Rita, Mariotti, si proclama totalmente estraneo alla vicenda. Tuttavia l'atteggiamento dell'uomo desta sospetti, ragion per cui la Sepi infiltra nel corso maschile di nuoto Gabriele e Marco. Nelle stesse ore, arriva in caserma Francesco con un occhio nero. Mentre Bordi va a chiamare Testa, lui sparisce. Si scopre che Paolo, il fidanzato di Rita, ha dei precedenti penali: quand'era minorenne rimase coinvolto in un giro di spaccio di stupefacenti leggeri durante i concerti. Mentre spiano Paolo e Rita, Mura e Romanò sospettano che il ragazzo inietti qualcosa alla ragazza. Frattanto, Alessandra e Testa hanno fatto il test di gravidanza che è risultato negativo. Provato dalle indagini, il farmacista decide di dire la verità. Confessa di aver perso al gioco: l'uomo che gli aveva fatto il prestito voleva in cambio degli anabolizzanti. Poiché Francesco si era rifiutato, lo strozzino lo aveva addirittura malmenato. Quest'uomo altri non è che Giulio Mariotti. La stessa Rita confessa che lui aveva cercato, invano, di farle prendere gli anabolizzanti. Finalmente l'allenatore viene arrestato.
- Altri interpreti: Andrea Agresti, Vitalba Andrea, Alessandro Bertolucci, Myriam Catania, Delia Degl'Innocenti, Alessandro Gelli, Marina Kazankova, Andrea Lucchi, Silvia Nebbia, Maria Pugliese, Lorenzo Renzi, Virgilio Vincenzoni, Raffaello Zanieri

## Falso allarme
- Diretto da: Raffaele Mertes e Rossella Izzo
- Scritto da: Carlo Mazzotta

### Trama
I carabinieri intervengono per sedare la lite tra i coniugi Cantarella, Giovanna e Salvatore. Quest'ultimo spiega che la moglie ha speso tutti i risparmi per acquistare dei dispositivi d'allarme dalla ditta “Sicurdom”. Purtroppo l'investimento si è rivelato un fallimento. Come le aveva assicurato il signor Melli, l'agente immobiliare che le aveva affittato la casa, Giovanna era sicura che gli impianti fossero collegati con un centro di vigilanza: in realtà non vi è alcun collegamento. Alla luce di tutto ciò, i carabinieri devono verificare se si tratta di una truffa. Intanto, Lorenzo è ancora in caserma, benvoluto da tutti. Testa confida ad Andrea di essere rimasto un po' deluso della mancata gravidanza di Alessandra, mentre alla compagna non aveva confessato questo sentimento, la cosa irrita moltissimo la ragazza e ciò porta i due innamorati a litigare pesantemente. Inoltre Luigi si arrabbia molto anche con Andrea per aver spifferato le sue confidenze personali. Al primo controllo, si scopre che l'impianto dei Cantarella non è affatto collegato alla fantomatica società Camset, che doveva fornire la vigilanza, di proprietà del signor Venturi, ragion per cui gli inquirenti cercano il Melli per interrogarlo; questi nega ogni suo coinvolgimento. Nel frattempo, Tina esce tutta in ghingheri dalla caserma: con chi si incontrerà vestita in modo così elegante? Prosperi fa notare a Testa che Jessica continua a frequentare i due tipi loschi, Mauro e Pietro. Allarmato, Carlo prova a parlare con l'amica, la quale però reagisce male e lo allontana. Successivamente Testa e Romanò interrogano Franco Carli, titolare della Sicurdom. Lui afferma che la sua ditta si occupa esclusivamente di fornire gli antifurto: spetta agli agenti di commercio indicare le ditte che si occupano della vigilanza. La responsabilità della truffa ricade quindi sulla Camset, il cui titolare, in gravi difficoltà economiche, è sparito. Giovanni arriva in caserma, convinto che i carabinieri abbiano licenziato Tina: l'ha vista vagare in lacrime. Romanò e Mura ritrovano la donna alla Sicurdom: anche lei è stata attirata dai soldi facili legati al commercio di antifurto. La seguono e la vedono pranzare con Franco Carli. Messo alle strette, Melli confessa di aver presentato Carli al suo vecchio amico Venturi, poiché sapeva delle sue difficoltà economiche; ammette però che non immaginava che sarebbe arrivato a tanto. Grazie al contributo di Tina, la squadra della Sepi riesce ad incastrare Venturi e a dimostrare che lui agiva con la complicità di Carli. Quest'ultimo, il cui vero nome è Antonio Mancini, in realtà si rivela essere un pregiudicato. Quando tutto sembra ormai volgere per il meglio, arriva in caserma Pippo, allarmato: Jessica è sparita.
- Altri interpreti: Daniel Baldock, Massimo Giovannini, Davide Lorino, Andrea Lucchi, Eugenio Marinelli, Silvia Nebbia, Lorenzo Renzi, Rita Verdacchi

## Toccare il fondo
- Diretto da: Raffaele Mertes e Rossella Izzo
- Scritto da: Giulia Calenda e Roberta Colombo

### Trama
I carabinieri sono tutti impegnati, anche se non ufficialmente, nella ricerca di Jessica, di cui non si ha più alcuna notizia da circa 48 ore. Testa confida ad Alessandra tutta la sua preoccupazione, mentre Pippo rivela alla Sepi di aver trovato un contratto di acquisto per un'auto intestato a sua nipote: come avrà fatto la ragazza a procurarsi i soldi per un oggetto così costoso? Testa e Prosperi indagano sulla palestra di proprietà dei due tipi loschi avvistati in compagnia della ragazza nei giorni precedenti, Pietro Servidio e Mauro Del Bue, che gestiscono una palestra (il primo è il direttore, Mauro l'istruttore), frequentata quasi esclusivamente da uomini anziani. Nel frattempo, vedendo tutti indaffarati, Cesari intuisce che i carabinieri stanno seguendo un caso. Sonia e Gabriele, scelti per infiltrarsi in palestra, fanno la conoscenza della giovanissima istruttrice Loredana Ponente. Intanto Pippo annuncia felice che Jessica si è finalmente fatta viva: era ad Urbino, ospite di un amico. Mura e Romanò si recano da Sergio Bigini, il proprietario della concessionaria che ha venduto l'automobile a Jessica. L'uomo afferma che la ragazza ha pagato direttamente in contanti, tuttavia Romanò scopre che lo sconto ottenuto era decisamente fuori dall'ordinario. Inoltre vengono a sapere che Biagini frequenta la stessa palestra di Jessica. Dopo qualche giorno, Cesari scopre che i carabinieri stanno indagando su Jessica. Il GIP riferisce alla Sepi che Marisa Sereni ha sporto denuncia contro ignoti: suo padre, il commendator Sereni, sta dilapidando un patrimonio. Anche lui frequenta la medesima palestra su cui si stanno concentrando le ricerche. Cesari allora convoca Jessica per un interrogatorio. La Sepi cerca di parlare con la giovane, la quale però appare sfuggente e distante. Lo stesso Prosperi viene allontanato dall'amica. Quando Jessica non si presenta alla convocazione in caserma, Pippo accompagna gli inquirenti a casa della nipote che è tutta sottosopra: Romanò rinviene un unico orecchino turchese. La Sepi decide di pedinare Del Bue e Servadio, dopo di che, con l'autorizzazione di Cesari, i carabinieri irrompono nella palazzina dove avvengono gli incontri tra anziani signori e giovani prostitute, il cui contratto d'affitto è purtroppo intestato a Jessica. Colto in flagrante, Sereni ha un malore. Di Jessica non c'è traccia, ma Romanò rinviene l'altro orecchino turchese. Prosperi e Testa finalmente ritrovano la nipote di Pippo in palestra, vestita con abiti assai succinti e truccata pesantemente, gli orecchini erano suoi. Dopo un momento di rabbia, Jessica si scioglie in un pianto disperato. In caserma, lei confessa di essere entrata in quel brutto giro, in cui doveva adescare ragazze per farle incontrare con gli anziani della palestra. In cambio, riceveva un mucchio di soldi. Spinta dalla Sepi, la giovane accetta di collaborare. Con una microspia addosso, incontra Biagini, l'anello più importante della catena, riuscendo a farlo parlare. Una volta che il caso viene risolto, Cesari acconsente ad attenuare le accuse nei confronti di Jessica.
- Altri interpreti: Fabrizio Coniglio, Giorgio Locuratolo, Andrea Lucchi, Alessandra Nardo, Eleonora Pariante, Lorenzo Renzi, Angelo Rosati, Gabriele Villa, Gloria Zanin

## Puro cachemire
- Diretto da: Raffaele Mertes e Rossella Izzo
- Scritto da: Isabella Franconetti e Mauro Marsili

### Trama
I carabinieri indagano sul furto di uno stock di capi in cashmere per il valore complessivo di circa centomila euro, subito da Arturo Nobile. Sonia, Testa e Marco arrivano in fabbrica mentre Nobile sta parlando con Mario Santini, il cliente che aveva effettuato l'ordinazione. Marco casualmente fotografa l'uomo durante i rilevamenti. Intanto Romanò si reca al matrimonio della cugina, dove viene accusato dall'artigiano Pietro Milli, il quale afferma che è stato lui a fabbricare la pregiata lampada, regalo dei Romanò agli sposi, che gli è stata rubata alcuni mesi prima. Romanò è costretto a sequestrare l'oggetto, portandolo in caserma. Testa è molto preoccupato per Jessica che ha raggiunto una cascina isolata per stare da sola e lasciarsi alle spalle il momento difficile che ha appena vissuto. Alessandra lo incoraggia ad andare a trovarla. Fortuna vuole che il carabiniere trovi Jessica che si è appena riempita di tranquillanti. Riesce a salvarla e l'assiste, passando la notte tenendole compagnia Tra Cesari e la Sepi, dopo i contrasti riguardanti il caso della palestra, la situazione migliora, tanto che i due vanno a cena insieme in un elegante ristorantino. In realtà sono ospiti del sindaco Panni che poi però non arriva. La strana coppia viene sorpresa da Lorenzo Sepi e da Gemma. Proseguono intanto le indagini sui furti dei capi d'abbigliamento e della lampada. Partendo dal negozio in cui Romanò aveva acquistato la lampada, i carabinieri arrivano alla ditta di import export Bellonci. Il titolare, Giovanni Bellonci, afferma di avere importato quelle lampade dalla Romania. Dopo essere risalito alla ditta rumena, Marco scopre che quest'ultima è fallita e che risultava intestata a una donna italiana, Susanna Seventi, residente con la madre a Città Della Pieve. Gli inquirenti si recano dalla donna, ma la madre dice che Susanna si è trasferita da circa 6 mesi in Australia. Quindi consente loro di portare via i libri contabili della società e qualche foto. Marco studia le carte tutta la notte e risolve l'arcano: alcuni dei prodotti non avevano i timbri doganali, quindi potevano benissimo essere merce rubata; inoltre, in una foto la Seventi è ritratta con Mario Santini. L'uomo, presumibilmente dopo avere ordinato partite di merci, in combutta con Bellonci, le rubava senza alcun timore di essere denunciato, trattandosi di materiale di contrabbando. I carabinieri pedinano Santini e Bellonci che si incontrano per lo scambio del cashmere: i due vengono colti con le mani nel sacco. Mentre Jessica si confida con Ale, la Sepi esce ancora a cena con Cesari.
- Altri interpreti: Stefano Ambrogi, Luca Arcangeli, Claudio Bartoccioni, Isabella Celani, Marco Conte, Roberto D'Alessandro, Rossella D'Andrea, Paolo Frattarelli, Maria Pia Iannuzzi, Emanuele F. Magnoni, Loredana Martinez, Francesca Occhini, Eleonora Pariante, Angelo Rosati

## Sogni d'oro
- Diretto da: Raffaele Mertes e Rossella Izzo
- Scritto da: Roberta Colombo e Barbara Rossi Prudente

### Trama
In caserma i carabinieri preparano in gran segreto una festa a sorpresa per il compleanno di Mura. Gemma dovrebbe occuparsi del dolce, ma al Bed And Breakfast non risponde nessuno. Preoccupati, Sonia e Testa si precipitano al ristorante. Appena vi entrano, avvertono un forte odore di etere: Gemma, Alessandra e tutti i clienti sono addormentati, mentre la cassaforte, benché priva di segni di scasso, è stata svaligiata. La forte dose di etere, utilizzata per narcotizzarli, lascia i clienti sotto shock per lungo tempo. Al momento dell'agguato, gli avventori del locale erano Giada Nespoli, un medico di 40 anni, che indossa un paio di décolleté di vernice rossa molto audaci; Paolo Maurizi, rappresentante di orologi antichi del valore di 200 000 euro, andati perduti nel furto insieme ad un cofanetto portagioie appartenente alla dottoressa; Claudio e Simona Ruggeri, una coppia in luna di miele. Purtroppo Alessandra non ha fatto un'assicurazione contro i furti, ragion per cui rischia di dover rimborsare di tasca propria i clienti derubati. Nel frattempo, Leo è tornato dalla licenza matrimoniale e la festa di Mura si svolge al gran completo. Mentre le indagini proseguono, il tecnico che installò la cassaforte, Massimo Giocondi, è fornito di un alibi di ferro, la tensione tra Cesari e Testa arriva al culmine: questo perché il magistrato accusa il brigadiere di agire in evidente conflitto di interessi. La situazione si sblocca quando Giovanni racconta che un angelo con le scarpe rosse si è intrufolato nella sua baracca, lasciandogli in dono orologi preziosi e i documenti di proprietà del Bed And Breakfast. La dottoressa Nespoli confessa infine di essere la colpevole: l'ha fatto per preservare le sue ricerche, contenute in un dischetto nascosto nel cofanetto, da un medico senza scrupoli, risoluto a passare ad una multinazionale farmaceutica.
- Altri interpreti: Luca Arcangeli, Andrea Bruni, Gino Cesaria, Diana Collepiccolo, Rossella D'Andrea, Maurizio Todaro

## Annata di pregio
- Diretto da: Raffaele Mertes e Rossella Izzo
- Scritto da: Francesco Magali, Marco Mattolini e Giordano Raggi

### Trama
Gemma e Lorenzo fanno un romantico spuntino nella cucina del Bed And Breakfast. La Sepi e Sonia si bloccano sulla soglia dopo averli sorpresi a scambiarsi battutine maliziose. Sonia è molto imbarazzata dal comportamento disinibito della madre, ma dopo pochi istanti deve accorrere in suo aiuto: il vino pregiato stappato da Lorenzo è avvelenato e Gemma è svenuta. Alla donna viene immediatamente praticata una lavanda gastrica che la rimette in sesto, mentre Cesari avvia un procedimento d'urgenza, sollecitando personalmente l'intervento dei NAS. Le analisi confermano che il vino è stato alterato: contiene un comune anticalcare. Finalmente Leo, su saggio consiglio di Elena, si decide a parlare con Jessica e i due ritrovano, dopo un periodo così burrascoso, l'armonia di un tempo. I Carabinieri, dopo aver indagato invano sul produttore del vino sotto inchiesta, il marchese Sannazzaro, scoprono che la partita di bottiglie incriminata è stata venduta negli Stati Uniti, ma misteriosamente ora si trova sul mercato italiano. Risalgono così allo stampatore delle etichette, un certo Pietro Scaglia che, con la complicità dell'agente rappresentante dei vini del marchese, Alfonso Beretta, immetteva sul mercato dei falsi di pregio. La presenza di anticalcare si spiega col fatto che i due truffatori si servivano dei vuoti raccolti dai ristoranti e dai bar della zona. Nel frattempo, Leo è molto preoccupato per via del ricovero d'urgenza di Elena: il medico allontana la paura, ma conferma che si tratta di una gravidanza a rischio. La donna ha bisogno di attenzioni continue e di riposo assoluto. Leo decide quindi di chiedere al maresciallo Sepi il trasferimento in Sicilia, per stare vicino alla moglie e avere l'appoggio della propria madre. Come un fulmine a ciel sereno, Alessandra sorprende Testa mentre questi sta avendo un dialogo molto intenso con Jessica. Dopo un'amara discussione, la Ferri dice di essersi ormai stancata di lui e delle sue continue chiusure. Se ne va, senza voltarsi indietro.
- Altri interpreti: Stefano Abbati, Roberta Barbarossa, Myriam Catania, Vittorio Ciorcalo, Fabio Farronato, Massimiliano Magrini, Riccardo Rocchetti, Carlo Sabatini, Marzia Villani

## Corse
- Diretto da: Raffaele Mertes e Rossella Izzo
- Scritto da: Luigi Spagnol e Roberta Colombo

### Trama
Leo ed Elena stanno per partire per la Sicilia. Tutti in caserma hanno già salutato il loro ex collega, tranne Prosperi: sembra proprio che i due inseparabili amici non vogliano dirsi addio. Frattanto, Mura e Romanò, in giro di pattuglia, si fermano sul ciglio di una strada dove si è formato un capannello di curiosi. I due trovano macchie di sangue, le orme di scarpe da uomo chiodate e segni di pneumatici sull'asfalto: tutto fa pensare alle corse clandestine. Dopo aver consultato la banca dati del computer, i carabinieri si concentrano su due pregiudicati coinvolti in questo tipo di gare e attualmente a piede libero: Leonardo Pansa, organizzatore, e Vito Lo Capo, meccanico. Negli ultimi tempi, tutti in caserma si sono accorti che Gabriele ha un atteggiamento sfuggente: rientra a notte fonda e non dà alcuna spiegazione dei suoi movimenti. Dopo essersi invano cercati a vicenda, Prosperi e Leo finalmente si incontrano e si abbracciano con tutto l'affetto che li lega: Leo chiederà in seguito all'amico di fare da padrino alla bambina che sta per nascere. Quando in caserma arrivano i risultati degli esami del RIS, si scopre che gli pneumatici incriminati appartengono alla vettura di Gabriele. Purtroppo anche le orme coincidono con le suole delle sue scarpe. Messo alle strette, il ragazzo confessa tutto: la sua famiglia versa in condizioni economiche disastrose. Per aiutare soprattutto la sorellina (che vorrebbe continuare gli studi), lui aveva accettato di lavorare presso l'officina di Lo Capo, suo compaesano, ora gestita dal genero Gennaro Lucida. Qualche tempo dopo Gabriele scoprì che Lucida e Pansa organizzavano un giro di corse clandestine. Subito cercò di fermarli e, a causa di ciò, rimase ferito ad un polso. La sua posizione è molto grave, tuttavia Cesari, convinto dalla Sepi che crede nella buona fede del ragazzo, accetta di concedergli tutte le attenuanti del caso. La storia tra Testa e Alessandra sembra proprio essere finita, ma la ragazza non vuole arrendersi a questa idea e pensa ad un modo efficace per fare ingelosire l'ex fidanzato, mentre la Sepi trova finalmente il tempo e il coraggio per affrontare il padre e la sua presunta tresca con Gemma. Per fortuna tutto viene chiarito: Lorenzo è innamorato della madre di Andrea e tra padre e figlia torna il sereno.
- Altri interpreti: Myriam Catania, Saverio Mattei, Angelo Mazzullo, Riccardo Rocchetti, Valentina Tomada, Danilo Vitale, Tatiana Winteler

## C'è vita su Marte?
- Diretto da: Raffaele Mertes e Rossella Izzo
- Scritto da: Cecilia Calvi

### Trama
Nel cielo notturno di Città della Pieve sembrano proprio essere arrivati i marziani: la povera Tina, che fino ad allora era sembrata a tutti una visionaria, adesso ha dalla sua centinaia di testimonianze di cittadini che hanno avvistato nella notte strani e non meglio identificati bagliori. Il bar di Pippo è affollatissimo di curiosi e giornalisti, venuti dai dintorni per vedere gli extraterrestri: in quel mentre arriva Jessica che, con il nuovo look, è davvero splendida e a Testa la cosa non passa inosservata. Poco dopo giunge in caserma la telefonata di Giuseppe Castellucci, proprietario di una locanda sita in un bel podere. I carabinieri accorrono sul posto e constatano uno straordinario fenomeno: tre cerchi concentrici di erba bruciata in un campo di grano. Tra un cerchio e l'altro non vi sono tracce di erba calpestata. Sembrerebbe che qualcosa si sia posato in quel punto arrivando dal cielo: un'astronave, affermano Castellucci e la moglie che, prima di chiamare i carabinieri hanno pensato bene di avvertire la stampa. Frattanto, Sonia e Marco conoscono due giornalisti: Jacopo Viali e Marcello Bruni, due tipi molto spavaldi che sembrano più interessati a fare notizia che a cercare la verità. Ormai a Città della Pieve non si parla d'altro che di marziani, una vera e propria psicosi. I carabinieri sorprendono un uomo sprovvisto di documenti mentre si aggira nel campo sequestrato. Si chiama Paolo Farris, docente di Fisica, ex compagno di liceo di Cesari. L'uomo afferma che non si tratta assolutamente di extraterrestri. Potrebbe essere uno scherzo ben architettato. L'unica cosa accertata è che nelle scorse notti si è verificata, nei cieli della Toscana, una pioggia di meteoriti. Dalle indagini si scopre che l'attività del Castellucci è in perdita e che l'uomo ha acceso un'ipoteca sulla proprietà. Il fotografo Marcello Bruni risulta peraltro essere il nipote della moglie del locandiere: tutto sembrerebbe coincidere, tuttavia, interrogato su fatti, Castellucci rivela di avere già venduto la proprietà e di essersi tenuto esclusivamente la gestione del locale. Se avesse voluto tirarsi fuori dai debiti, avrebbe messo in scena questo bello scherzetto molto tempo prima. Viene poi rinvenuto un secondo cerchio. Questa volta Sonia intuisce che i colpevoli potrebbero essere i due giornalisti assetati di fama: infatti si scopre che Viali si è servito di una gru del cantiere poco distante da lì, appartenente al padre geometra, per creare dall'alto l'effetto ufo sui campi di grano, utilizzando del semplice diserbante per bruciare l'erba. Il caso è chiuso. Cesari si complimenta con la Sepi: tra i due i rapporti migliorano sempre di più, anche se sul filo dell'ironia; questo cambiamento non sfugge al padre della bella Andrea.
- Altri interpreti: Simona Borioni, Luca Capuano, Francesco Castaldi, Vito Fornari, Amalia Gialli, Adriano Giammanco, Valentino Macchi, Jerry Mastrodomenico, Novello Novelli, Gino Santercole

## Ricette facili
- Diretto da: Raffaele Mertes e Rossella Izzo
- Scritto da: Roberta Colombo, Isabella Franconetti e Mauro Marsili

### Trama
In caserma si presenta il farmacista Francesco accompagnato dal suo legale, la dottoressa De Caroli, per denunciare delle anomalie in numerose ricette presentategli da alcuni clienti. Poco dopo giunge il signor Matteo Tudini, piuttosto su di giri: nonostante il padre sia deceduto da sei mesi, egli continua a ricevere bollette intestate a suo nome. La Sepi rileva che a quel nome erano intestate alcune delle ricette sospette e invia Mura e Romanò in Comune ad indagare presso l'ufficio preposto alla registrazione dei decessi. Gli inquirenti segnalano subito l'anomalia a Luciano Quartini, il dipendente comunale che si occupa dei certificati di morte: questi reagisce in maniera sospetta, cosa che porta la Sepi a richiedere il permesso a Cesari per tenere sotto controllo il telefono dell'impiegato. Dalle intercettazioni si scopre la totale estraneità dell'uomo alla vicenda: è reo soltanto di utilizzare la linea per contattare la fidanzata oltreoceano. Frattanto, dall'analisi delle ricette, Sonia rivela che i medici più frequentemente coinvolti sono il dottor Biasi e il dottor Nestri. Sono tempi duri per Prosperi: da quando l'amico Leo se n'è andato, non riesce a godersi neanche la sua giornata di riposo. Jessica, anche lei sola, decide di fargli compagnia per una serata al cinema da vecchi amici ma, con lo scontento del ragazzo, Gabriele si unisce insistentemente a loro. Tra Testa e Alessandra avviene un riavvicinamento più che amichevole, mentre Marco fa la corte alla De Caroli, provocando la gelosia di Sonia. Lorenzo Sepi intanto ha deciso di tornare dalla moglie a Torino. Le indagini sulle ricette false continuano senza sosta e casualmente Mura e Romanò, appostati nei pressi del Comune, sorprendono il dirigente comunale Pino Occhielli, mentre fa una telefonata da una cabina telefonica davanti all'ingresso del Municipio. I carabinieri, richiedono all'apparecchio di ripetere l'ultimo numero composto, scoprono che Occhielli ha chiamato il dottor Biasi, tombola. I carabinieri si mettono immediatamente sulle tracce del medico, che sembra scomparso, ma riescono a bloccarlo proprio quando questi sta per darsi alla fuga insieme al collega Nestri. La Sepi cerca invano Cesari per procedere con l'interrogatorio, ma riesce a trovarlo solo il giorno seguente: il magistrato si dimostra stranamente svogliato durante l'audizione dei sospetti e, dopo avere confermato il fermo per i due medici, rilascia Occhielli per mancanza di prove. La Sepi è sbalordita, soprattutto quando scopre che tra i pazienti di Biasi compare proprio il nome di Cesari. Il Gip nasconde senz'altro qualcosa: il dubbio diventa certezza quando si viene a sapere che Occhielli e Cesari erano compagni di Università. I carabinieri pedinano allora Cesari, che trovano con Occhielli presso la casa di un pezzo grosso: il professor Stefani, direttore sanitario. Cesari voleva arrivare a lui, con la collaborazione del pentito Occhielli, per smascherare l'intera organizzazione che usava da tempo quel sistema per truffare le Usl e rivendere a caro prezzo le ricette di farmaci costosi ad extracomunitari, privi di permesso di soggiorno.
- Altri interpreti: Claudio Angelini, Simona Borioni, Alessandro De Michele, Gianluigi Del Forno, Luca Mazzaferri, Massimo Molea, Andrea Muzzi, Giorgio Romanelli, Valentina Tomada, Raffaello Zanieri

## L'amante
- Diretto da: Raffaele Mertes e Rossella Izzo
- Scritto da: Giulia Calenda

### Trama
Cesari porta in caserma la sua assistente, Melissa, per sporgere denuncia contro le violenze inflitte dal marito geloso. Benché lei non sia del tutto convinta a farlo, fino a quel momento, il coniuge non era mai stato violento, la Sepi la convince a denunciarlo. Nel frattempo, i carabinieri si recano nell'appartamento di Lucia Gori, un avvenente architetto che ha subito un furto. Nella sua lussuosa abitazione, non vi è alcun segno di scasso. I carabinieri si propongono di interrogare la vecchia Maria, cameriera della Gori, l'unica persona che possedeva le chiavi. Intanto in caserma, alla presenza di Sepi e Cesari, avviene il confronto tra Massimo e Melissa. L'uomo mostra le foto della moglie in compagnia di un altro uomo, scattate da un investigatore che aveva assoldato. Melissa nega decisamente di conoscerlo, poi afferma di essere stata sì al centro commerciale, dove è stata ritratta, ma solo per vendere dei gioielli, che tuttavia perse proprio quel giorno, in circostanze inspiegabili. Sebbene le prove contro la donna siano schiaccianti, Cesari si fa promettere dalla Sepi di investigare su quell'improbabile vicenda. Testa e Sonia ascoltano la versione dei fatti dell'investigatore Colantoni, l'uomo che ha scattato le foto a Melissa. Queste afferma che l'amante, mai avvistato prima di quel giorno, si chiama Giancarlo Boschetti e alloggia in un costoso hotel di periferia. Testa e Marco interrogano Maria Cappellari, la quale sembra totalmente estranea ad ogni responsabilità. La sua posizione si fa più delicata quando Marco apprende dalla vicina della Gori che un ragazzo era stato lì il giorno del furto. Si tratta di Matteo Cappellari, nipote di Maria: eppure lei aveva negato di avere parenti in Umbria. In realtà il ragazzo, ex tossicodipendente, quella sera aveva tenuto un concerto nella comunità dove è stato curato: un alibi di ferro. Frattanto Vici e Romanò seguono Boschetti e lo vedono abbordare una donna, Margherita Rossi. Abilmente circuita, la donna sembra apprezzare i modi gentili del suo corteggiatore, salvo poi presentarsi qualche ora dopo in caserma per sporgere denuncia per lo smarrimento del portafogli. Anche lei, come del resto Melissa, afferma di non avere mai visto Boschetti. Quando Sonia scopre che quest'ultimo, prima di essere radiato dall'albo dei medici a causa della denuncia di una paziente per molestie, praticava l'ipnosi a scopi terapeutici, ecco che le cose tutt'a un tratto si spiegano: Boschetti derubava e ipnotizzava le donne, a cui faceva dimenticare quello che era successo. La stessa signora Gori è stata raggirata dal medico. I carabinieri decidono allora di tendergli una trappola: la Sepi farà da esca e Testa le coprirà le spalle. Il brigadiere intanto sta attraversando una profonda crisi nel suo lavoro, anche perché si è reso conto che i suoi sforzi sono riusciti ad aiutare Jessica solo in parte. Sta pensando seriamente di dimettersi. Il giorno dopo la Sepi microfonata aggancia Boschetti. L'uomo l'ipnotizza. Arrivati al falso appartamento di Andrea, Boschetti trova pochi soldi, allora pensa di approfittare di lei. Non sentendo più alcun rumore all'interno della stanza, Testa si precipita dentro e il criminale viene arrestato. A caso risolto, Luigi ringrazia la Sepi per l'incarico: tornando in azione ha capito che il suo posto è lì, con i carabinieri, e che il suo vero amore è Alessandra che ricambia i suoi sentimenti. Prosperi invece capisce che il suo rapporto con Jessica è solo d'amicizia. Nel frattempo, Cesari rinfaccia ancora una volta alla Sepi i suoi metodi rischiosi, rivelandole di essere stato lui a metterla a capo della caserma: forse non avrebbe dovuto.
- Altri interpreti: Carlo Caprioli, Maurizio Di Carmine, Giuseppe Gandini, Gaia Graziani, Lucia Guzzardi, Massimo Molea, Emanuela Talenti, Valentina Tomada

## Il professore
- Diretto da: Raffaele Mertes e Rossella Izzo
- Scritto da: Roberta Colombo, Francesco Magali e Marco Mattolini

### Trama
Durante il giro di pattuglia, Mura e Romanò fanno sgomberare dalla strada, davanti alla sfarzosa villa dei Pisani, un furgone di una ditta di condizionatori, la Gelocomfort. La cosa suscita l'interesse di Giovanni: nascosto dietro ad un cespuglio a pochi metri dalla villa, l'uomo decide di entrare per curiosare un po'’. La sera stessa, lui si reca in caserma per informare i carabinieri di una cosa molto importante, ma nessuno ha tempo per ascoltarlo. La mattina seguente, Chiara Pisani denuncia il furto di denaro e preziosi avvenuto nella villa del padre, Sergio, attualmente in vacanza e appena sposatosi con Marta, una donna molto più giovane di lui. Le domande rivolte alla numerosa servitù di casa Pisani e ai tecnici della Gelocomfort non fanno avanzare le indagini. I carabinieri sono preoccupati per la prolungata assenza di Giovanni: proprio lui che va a trovarli continuamente in caserma. Vengono subito avviate le ricerche che inizialmente non portano ad alcun risultato. Nel frattempo Sergio e Marta Pisani sono tornati dalle vacanze a causa del furto. Il comportamento della donna, ma soprattutto il fatto di essere l'ultima arrivata in casa Pisani, desta i sospetti dell'assicurazione, costretta a pagare un'ingente somma per la scomparsa dei soldi, dei titoli bancari e dei gioielli appartenente alla prima moglie di Sergio. Dalle indagini risulta che l'allarme non è stato manomesso. La foto segnaletica di Giovanni viene affissa in tutto il paese. Una turista, Giada Lucchini, sostiene che Giovanni sia un certo professor Benelli, docente di storia all'Università di Bologna: un intellettuale piuttosto apprezzato nell'ambiente accademico. A confermare la testimonianza, la ragazza porta una foto dove è riconoscibile un Giovanni molto più giovane. Secondo i ricordi della ragazza, egli è sempre stato un uomo solitario, specialmente dopo che la moglie lo lasciò. Nella foto, gli inquirenti riconoscono anche Lucio Dani, uno degli operai della Gelocomfort, che in realtà si chiama Giulio ed è un ex allievo di Giovanni, con anni di prigione alle spalle per un tentativo di rapina. I carabinieri scoprono che Dani è un dipendente della ditta di condizionatori, ma anche che ha chiesto il permesso di usare il furgone per aiutare sua sorella. Niente di più falso. Testa e la Martini si recano dai Pisani, cui chiedono chi tra loro abbia preso accordi con la ditta: è stata Chiara. Nella stanza della ragazza i carabinieri trovano una carta da gioco del Mercante in fiera, una vecchia passione di Giovanni: decidono così di pedinare Chiara mentre lei si reca in un casolare. Qui trovano il furgone della Gelocomfort e la banda con la refurtiva: finalmente riabbracciano il loro amato Giovanni. Chiara confessa di avere agito per impedire che i gioielli di sua madre finissero nelle mani di Marta, la quale invece non aveva alcuna intenzione di sottrarle niente, anche perché la donna aveva da poco convinto Sergio a fare un testamento in cui lasciava tutto alla figlia. Dani invece afferma di essere stato costretto a rapire Giovanni che l'aveva sorpreso mentre stava mettendo la refurtiva sul furgone. Mentre Giovanni fa di tutto per non ammettere di essere il professore di storia di cui tanto si parla in caserma, Marco continua a fare il filo a Sonia che non sembra gradire il carattere troppo esuberante e puerile del ragazzo, anche se forse un debole per lui ce l'ha.
- Altri interpreti: Raffella Bonivento, Carlo Caprioli, Marco Conte, Giacinto Ferro, Sara Franchetti, Milena Hirsch, Anna Pettinelli, Bruno Verdirosi

## Piccoli gangsters
- Diretto da: Raffaele Mertes e Rossella Izzo
- Scritto da: Roberta Colombo

### Trama
Da qualche giorno a Città della Pieve si verificano misteriosi incendi di cassonetti in contemporanea a furti in negozi situati dalla parte opposta della città: tra i due avvenimenti potrebbe esserci un collegamento, che la Sepi ha tutte le intenzioni di chiarire. Questa volta Cesari, nonostante il suo consueto scetticismo, decide di non ostacolare le indagini del maresciallo, fornendole così tutti i permessi necessari. In tal modo viene installata nella piazza centrale della cittadina una telecamera che controllerà i movimenti davanti ai negozi già colpiti: tra questi la libreria di un tal Franzini, frequentata da clienti di tutte le età, anche da molti ragazzini coetanei del figlio del libraio, Giorgio, un ragazzo un po' strambo e taciturno. Tuttavia i carabinieri sono impegnati anche su un altro fronte, dai toni decisamente più ludici: una partita amichevole contro la squadra dei pompieri. In questa occasione, in cui Cesari nel ruolo di portiere rivelerà doti sportive inaspettate, Testa fa conoscenza con un ragazzino molto esperto nelle tattiche di gioco, vispo e intelligente, Riccardo Rossetti, figlio adottivo dei coniugi Rossetti. Con grande dispiacere, Luigi nota che il fanciullo possiede uno zainetto identico a quello del piccolo furfante rilevato dalla telecamera posta a controllo dei negozi. Il brigadiere decide allora di andare a parlare con Riccardo dopo gli allenamenti di calcio: lo sorprende mentre difende la sua fidanzatina, Carolina, dai modi minacciosi di uno sconosciuto, a bordi di un motorino, nascosto dal casco. Dalla targa del ciclomotore, i carabinieri risalgono a Matteo Servillo, un ragazzino che vive con le sorelline e con la nonna, in una situazione al limite della povertà. Matteo e Riccardo ammettono di essere responsabili sia dei furti che degli incendi dei cassonetti, ma i conti non tornano: come facevano due ragazzini a conoscere in anticipo i movimenti delle auto dei carabinieri. Finalmente i due amichetti crollano e confessano di essere stati costretti a compiere quei reati perché ricattati dal figlio di Franzini, Giorgio, che minacciava la fidanzatina di Riccardo e le sorelline di Matteo. Grazie alla collaborazione di Cesari, i due fanciulli vengono prosciolti e il magistrato si impegnerà anche affinché Matteo non venga tolto all'affidamento della nonna. Intanto Alessandra e Sonia vengono aggredite verbalmente da alcuni giovinastri in un bar fuori mano. Sonia rimane molto scossa. La Sepi è molto colpita dal comportamento del magistrato e decide di recarsi al suo casale per ringraziarlo di persona: ma ad accoglierla troverà una donna, Letizia, molto bella e in abiti da camera.
- Altri interpreti: Sonia Aquino, Alessandro Maria Balice, Stefano Borghetti, Cesare Dapiaggi, Vito Favata, Emiliana Franzone, Eros Galbiati, Salvo Genovesi, Giorgio Gobbi, Gianluca Grasso, Marta Iacopini, Francesco Liotti, Ivan Moretti, Alessandro Ruggiero, Rossella Serrato, Bruno Verdirosi

## L'automobile gialla
- Diretto da: Raffaele Mertes e Rossella Izzo
- Scritto da:

### Trama
Al Bed And Breakfast Gemma è particolarmente agitata: un famoso critico gastronomico si trova in incognito nel locale per saggiare la bontà delle specialità della sua cucina. La cuoca è convinta che si tratti del quarantenne Silvio Speroni, il quale si sofferma sui particolari di ogni cosa che gli capita in mano. Gemma esclude che il critico possa essere l'altra nuova cliente, Antonia Morini, una signora sulla cinquantina, che si è presentata armata di tele e pennelli. Suo malgrado, Testa è costretto a fare da cavia a tutti i piatti che Gemma intende sottoporre al palato del critico. Benché il brigadiere frequenti con assiduità il locale di Ale, nessuno si è accordo che tra i due la storia è ricominciata, anzi, da più parti il brigadiere è bersagliato da continue battutine e insinuazioni sulla condizione di uomo abbandonato e la situazione comincia a stargli un po' stretta. Nel frattempo, Sonia sembra proprio essere stata presa di mira da qualche male intenzionato: la fiancata della sua nuova auto viene sfregiata, poi nel parcheggio di un supermercato qualcuno fa letteralmente a pezzi la spesa chiusa nel bagagliaio della vettura; anche dal parrucchiere Sonia rischia grosso perché nella boccetta dello shampoo è stata introdotta della varechina. Infine la ragazza finisce in ospedale a seguito di un incidente di macchina: i freni sono stati manomessi. La Sepi e Cesari non credono si possa trattare di semplici coincidenze e inizialmente i sospetti cadono su due ragazzi, Dino e Alessio, i due ceffi che avevano importunato Sonia e Alessandra al Bar Della Palma, un locale fuori mano, gestito da Angelo Crozza, fratello di Stefano, un latitante ricercato da Cesari. Le indagini, che portano alla cattura del latitante, escludono qualsiasi legame con gli incidenti ai danni di Sonia. La Sepi cerca invano di tenere informato Cesari sul procedere dell'inchiesta, ma al telefonino il magistrato è irraggiungibile. Così Andrea decide di recarsi al casale, dove troverà Letizia in accappatoio che la persuaderà a non disturbare l'uomo, che ha ben altro di cui preoccuparsi. Bordi, intanto, scopre che il giorno dell'attentato con la varechina, dal parrucchiere c'era tra le clienti una certa Antonia Tumiati, che altri non è che la signora Morini, che nella vita fa la critica gastronomica, ma che da qualche mese è in aspettativa dal lavoro per esaurimento nervoso. La donna che ha da poco lasciato il Bed And Breakfast, è irreperibile. In ospedale Ale, che sta facendo compagnia alla malinconica Sonia, si assenta un attimo dalla sua camera per avvertire la Sepi che la sua amica inizia a riflettere su quello che le è successo e forse si è ricordata di un nome importante. In quel frangente la Morini si introduce nella stanza e tenta di soffocare la ragazza con un cuscino. Cesari e la Sepi intervengono e insieme riescono a bloccare la donna che afferra anche un coltello, appena in tempo. Il figlio della Morini, Sandro, aveva seguito il corso per diventare carabinieri con Sonia, ma non era riuscito a superare le selezioni: per l'invidia era uscito di senno e ora è ricoverato in una casa per malati di mente. La madre voleva vendicarlo. Frattanto, Jessica si reca in caserma: ha trovato dietro al frigo dei gelati una busta piena di assegni in bianco, firmati e controfirmati da Cristina Salviati.
- Altri interpreti: Sonia Aquino, Tommaso Busiello, Sara Ceccarelli, Eros Galbiati, Salvo Genovesi, Bettina Giovannini, Sonia Grassi, Tiziano Lepone, Ivan Moretti, Rossella Serrato

## Fuga dal paradiso
- Diretto da: Raffaele Mertes e Rossella Izzo
- Scritto da: Luigi Spagnol

### Trama
Ale e Gemma acquistano una sauna finlandese via internet e la ragazza prega i suoi amici carabinieri di aiutarla a montarla: in cambio tutti a cena gratis al Bed And Breakfast. Intanto in caserma continuano le indagini sugli assegni misteriosamente smarriti dall'abbiente signora Cristina Salviati, la quale si dice malata e si rifiuta di collaborare con i carabinieri: ciò che più insospettisce la Sepi è che la donna non abbia denunciato lo smarrimento di una cifra così cospicua, trecentomila euro. Tosi e Testa si recano presso la villa dell'ereditiera, decisi a farsi ricevere. Li accoglie la governante rumena, Angelica Mutu, che nasconde sotto i polsini dell'abito due fasciature ai polsi: la padrona è ancora indisposta e i due sono costretti a rimandare l'incontro. Quella sera al Bed And Breakfast, i carabinieri sono tutti impegnati nella costruzione della sauna, mentre la Sepi partecipa alla sua prima lezione di yoga: tra gli allievi c'è anche Letizia che non perde l'occasione per sottolineare alla rivale la natura bollente della sua relazione con Cesari. Finalmente Luigi e Marco riescono ad incontrare la Salviati che non sembrava proprio avere intenzione di aiutarli nell'inchiesta, ma ai due non sfuggono dei lividi all'altezza dei polsi della signora. Decidono di portare la cameriera, Angelica, in caserma: la donna confessa che lei e la padrona sono state vittime di un sequestro lampo. L'ereditiera, messa alle strette, aiuta i carabinieri a ricostruire la dinamica del pagamento del riscatto, ma non è in grado di identificare i rapitori. Le due donne erano infatti bendate, mentre l'unico sequestratore che parlava lo faceva tramite un modulatore di voce. Alcune ore più tardi, gli inquirenti scoprono che il marito della Salviati, Giampiero, è titolare di una ditta di abbigliamento che naviga in pessime acque. Interrogato, l'uomo rivela di essersi rivolto a una banda di strozzini per cercare di coprire un debito sempre più ingente. In una tale operazione, lui è stato consigliato dalla sua ex segretaria personale, Carla Landini, una donna dall'aria androgina, che Testa aveva sorpreso in un atteggiamento stranamente affettuoso con Salviati. Grazie alla perizia di Marco nell'uso del computer, i carabinieri trovano il bandolo della matassa: i soldi del riscatto sono passati da una banca svizzera per finire sul conto di una società immobiliare della Costa Rica, noto paradiso fiscale, intestato alla Landini. La donna era complice del marito della ricca ereditiera e i due stavano per fuggire insieme verso quel paradiso, dove se la sarebbero spassata con i soldi del rapimento; tuttavia i carabinieri riescono ad impedire che il loro piano si compia. La sauna è stata montata a regola d'arte, soprattutto per merito di Cesari, che trova nei lavori manuali un ottimo espediente per rilassarsi: chissà da cosa sarà causato tutto questo stress, si domanda una Sepi sempre più rassegnata all'idea che il magistrato sia intrappolato in una relazione tutta fuoco con la sua ex. Mentre Alessandra e Luigi rivelano a tutti il loro amore scambiandosi un bacio appassionato in pubblico, forse sta nascendo qualcosa tra Marco e Jessica. Dopo essersi fatti promotori della tresca, Prosperi e Martini ora si pentono amaramente per essersi tirati, come si suol dire, la zappa sui piedi. Una volta risolto il caso, la Sepi, dopo avere tentato più volte di rintracciarlo al telefonino, si reca al casale per informare Cesari, ma come al solito trova Letizia che le dice che il magistrato è partito, in aereo. Niente di più falso: rientrata in casa, la donna si avvicina a Cesari e alla sua assistente Melissa, che sono legati e li minaccia di non fiatare puntandogli contro una pistola.
- Altri interpreti: Sonia Aquino, Claudio Busillo, Antonella Campanari, Bettina Giovannini, Giuseppe Gravante, Cecilia Miraglia, Naima Perry, Laura Pestellini, Valentina Tomada

## Momenti difficili
- Diretto da: Raffaele Mertes e Rossella Izzo
- Scritto da: Mauro Marsili, Roberta Colombo e Isabella Franconetti

### Trama
Il marito di Melissa giunge in caserma per denunciare la scomparsa di sua moglie: Melissa non è rientrata a casa quella notte e ogni tentativo di rintracciarla è stato vano. L'uomo ha cercato il dottor Cesari, sperando che ne sapesse qualcosa, ma anche lui risulta irreperibile. Frattanto tutti i carabinieri sono impegnati nelle ricerche del piccolo Alberto Tonini, compagno di classe del figlio di Romanò, Salvatore, scomparso da poche ore. È un bambino modello, raccontano i genitori, che si impegna molto a scuola e anche nelle svariate attività che riempiono il suo tempo libero. Mura e Romanò vanno a cercarlo dalla nonna in campagna: la signora Esterina dice di non sapere dove possa essere il nipote che le fa visita sempre più di rado. La Sepi, recatasi a Perugia in Procura, scopre che Cesari ha telefonato in ufficio per avvertire che lui e la sua assistente sono a Bologna per un convegno. Il maresciallo nota sulla scrivania del magistrato un fascicolo che aveva precedentemente notato a casa del Pm: sull'intestazione è indicato il caso Alfieri. L'ipotesi di una fuga d'amore suggerita da Testa prende sempre più corpo, ma la Sepi, non convinta decide di recarsi al casale. Jessica e Marco invitano a cena Sonia e Prosperi lasciando loro intendere che li aspetta una bella sorpresa. Questi ultimi sono convinti che tra Jessica e Marco sia scoppiato l'amore, ma non è così: alla cena, dopo averli tenuti sulle spine per un po', i due ragazzi svelano il bluff e rimproverano gli amici per quel goffo tentativo di combinare un fidanzamento. Giunta nei pressi del casale, la Sepi scorge l'auto di Cesari, seminascosta dietro una siepe. Letizia va ad aprire alla porta e tenta in tutti i modi di allontanare il maresciallo, la quale, avendo fiutato qualcosa, non molla la presa e riesce ad entrare nel casale, dove scopre Cesari e Melissa legati e imbavagliati. La donna non fa in tempo a reagire, poiché Letizia le punta addosso la pistola e anche lei finisce in trappola. Durante le ore di prigionia e nonostante l'angoscia per il pericolo che incombe sulle loro vite, la Sepi e Cesari vengono a capo dei numerosi equivoci e malintesi che hanno creato a lungo andare un muro di incomunicabilità tra di loro: il pubblico ministero conviveva con Letizia e stava per sposarla, finché la drammatica conclusione del famoso caso Alfieri, terminato con il suicidio di una donna sottoposta alle continue violenze del marito, non ha gettato il magistrato in una crisi profonda. Questa lo ha coinvolto sia sul piano professionale: Cesari si sentiva in colpa per non essere stato abbastanza duro con quell'uomo, sia sul piano personale, spingendolo a rompere il suo rapporto con Letizia e a chiedere il trasferimento. Mano a mano che passano le ore, la Sepi e Cesari sembrano riscoprire il sentimento che li unisce, cosa che non passa inosservata agli occhi disperati di Letizia che diventa sempre più pericolosa. Nel frattempo si conclude felicemente il caso del piccolo Alberto che aveva trascorso qualche ora ristoratrice dalla nonna e che adesso, nel ricongiungersi ai genitori, si ripromette di essere un bambino un po' meno modello. Infine, grazie all'aiuto di Giovanni, che li mette sulle tracce di Letizia, gli inquirenti si precipitano al casale: con un'azione corale ben congegnata, riescono a liberare gli ostaggi e ad arrestare la donna pazza di gelosia.
- Altri interpreti: Andrea Agresti, Sonia Aquino, Anna Longhi, Fabio Martinello, Gabriele Mezzetti, Massimo Molea, Riccardo Rinalducci, Caterina Spadaro, Valentina Tomada

## Caccia al tesoro
- Diretto da: Raffaele Mertes e Rossella Izzo
- Scritto da: Roberta Colombo

### Trama
In occasione del suo anniversario di matrimonio, Romanò acquista per la moglie un pendente antico. Mentre lo mostra ai colleghi, Cesari riconosce il gioiello come appartenente al bottino di un furto avvenuto qualche tempo prima al Banco Dei Pegni: la cosa bizzarra è che, sia il ladro che la refurtiva, risultano carbonizzati a seguito di un incidente stradale accorso al criminale subito dopo la rapina. Scattano le indagini e al povero Romanò viene sequestrato il prezioso regalo. Alessandra e Gemma si propongono di aiutarlo, organizzando una festa al Bed And Breakfast in onore suo e della moglie. La Sepi e Cesari si recano dalla proprietaria del gioiello, la scrittrice di successo Gloria Valle, che riconosce subito quel ciondolo come suo. Nonostante la recente esperienza del sequestro li abbia visti più uniti che mai, il pubblico ministero ha nuovamente alzato un muro tra lui e il resto del mondo. La Sepi non riesce proprio a capire il perché di questo improvviso cambiamento. Le indagini portano i carabinieri sulle tracce di un antiquario di Terni, Carmine Contini, il quale, trovandosi a dover affrontare i debiti del figlio tossicodipendente, aveva accettato di acquistare una partita di gioielli di dubbia provenienza: la refurtiva del Banco dei Pegni per l'appunto. In tale modo, gli inquirenti giungono alla conclusione che nell'incendio i gioielli non sono andati del tutto perduti, ragion per cui essi decidono di riesumare il corpo trovato carbonizzato per procedere ad una nuova identificazione. La salma dovrebbe appartenere al fratello del dentista Stefano Sanna, Francesco Sanna, che al momento dell'incidente era poco più che trentenne. Dagli esami sul cadavere, si scopre che il corpo appartiene invece al cugino dei fratelli Sanna, Dario, il quale altri non era che l'autista della vecchia signora Valle e risulta essere morto per una crisi diabetica e solo successivamente dato alle fiamme. Il piano era stato architettato dalla scrittrice con la collaborazione del suo autista, che aveva a sua volta coinvolto nel colpo i due cugini. La donna sperava di ricevere dall'assicurazione un abbondante indennizzo, cosa che non avvenne a causa di alcune formalità. La morte imprevista di Dario aveva poi dato ai fratelli Sanna l'idea di dare alle fiamme il suo corpo e l'automobile, insieme agli unici gioielli che non potevano andare a fuoco, i diamanti, che avrebbero fatto credere che l'intera refurtiva era bruciata nell'incendio. Un piano decisamente ingegnoso. Gloria Valle e Stefano Sanna vengono infine fermati all'aeroporto, mentre cercano di imbarcarsi per destinazioni esotiche. L'altro fratello Sanna si è invece già da tempo trasferito in Sudafrica. Una volta che il caso viene risolto, Sonia e Marco chiariscono finalmente le loro reciproche posizioni. Se proprio non riescono ad essere amici, forse è perché tra loro c'è ben altro. Il giovane carabiniere dona a Sonia un braccialetto che a lei piace. Se son rose fioriranno. A proposito di chiarimenti: Prosperi scopre che Jessica ha deciso di trasferirsi a Roma, dove ha trovato il lavoro dei suoi sogni. Al giovane carabiniere non resta che gioire per la sua amica. È invece tempo di grandi svolte per Alessandra e Testa, il quale questa volta non ha badato proprio a spese, poiché ha acquistato in gran segreto un romantico appartamento. Alessandra è raggiante: finalmente vivrà con il suo innamorato! Mentre si recano alla festa dei Romanò, la Sepi pretende una spiegazione convincente da parte di Cesari, che giustifica la sua improvvisa chiusura. L'uomo le confida di avere avuto paura nel sentirsi così scoperto e vulnerabile con lei. Le assicura però di avere superato i propri dubbi. Una volta per tutte. Dette queste parole, trova infine il coraggio di baciare la donna che ricambia con passione un gesto che aveva tanto atteso.
- Altri interpreti: Andrea Agresti, Delia Degli'Innocenti, Mario Grossi, Emidio La Vella, Francesca Nerozzi, Daniele Ornatelli, Anna Orso, Claudio Piano